# Mystic River
Mystic River är en amerikansk dramathriller från 2003 i regi av Clint Eastwood. Manuset är baserat på romanen Rött regn från 2001 av Dennis Lehane. Huvudrollerna spelas av Sean Penn, Tim Robbins, Kevin Bacon och Laurence Fishburne. Filmen nominerades till sex Oscars, för bland annat bästa film, bästa regi, bästa manus efter förlaga och bästa kvinnliga biroll till Marcia Gay Harden, och vann två för bästa manliga huvudroll till Sean Penn och bästa manliga biroll till Tim Robbins.

## Handling
De tre barndomsvännerna Jimmy Markum (Sean Penn), Sean Devine (Kevin Bacon) och Dave Boyle (Tim Robbins) umgicks alltid. Vid ett tillfälle under barndomen spelar pojkarna landhockey på gatan som vanligt, när bollen rullar ner i avloppet. Jimmy, trions småkaxige "ledare", kommer då på att de ska skriva in sina namn i en bit betong i gatan som ännu inte torkat. När Dave ska fylla i sitt namn kör en svart bil upp vid sidan och en skräckinjagande man kliver ut. Han visar upp en polisbricka och gör handklovarna synliga, och får pojkarna att be om ursäkt för att de nu "förstört gatan". Eftersom Dave bor på en gata längre bort, tvingar polisen honom att hoppa in i bilen och följa med så att hans mamma ska få veta vad han ställt till med. När den elvaårige pojken i bilen förs bort tittar han ängsligt genom bakrutan på sina två vänner som också stirrar tillbaka. Det är sista gången de ser den Dave de känner, för när han kommer tillbaka är det efter dagar av fångenskap och efter att ha blivit sexuellt utnyttjad.
Många år senare lever 35-åriga Jimmy, Dave och Sean till synes normala liv åtskilda från varandra. Sean jobbar vid polisen, Jimmy driver en livsmedelsbutik och Dave är växelvis arbetslös. Allt verkar frid och fröjd, ända till den dagen då Jimmys dotter blir brutalt mördad. Sean är den som leder utredningen, och snart visar det sig att Dave verkar inblandad i mordet.

## Rollista
- Sean Penn – Jimmy Markum, som lever ett stillsamt liv med fru och tre döttrar, men vars kriminella bakgrund ständigt hotar att hinna ikapp honom.
- Tim Robbins – Dave Boyle, som fortfarande inte kommit över barndomens traumatiska händelser och som kommer hem med blodiga händer mordnatten.
- Kevin Bacon – Sean Devine, som utbildat sig till polis och distanserat sig från sina vänner men som återvänder för att undersöka mordet.
- Laurence Fishburne – Sgt. Whitey Powers
- Marcia Gay Harden – Celeste Boyle
- Laura Linney – Annabeth Markum
- Kevin Chapman – Val Savage
- Tom Guiry – Brendan Harris
- Emmy Rossum – Katie Markum
- Spencer Treat Clark – Silent Ray Harris
- Eli Wallach – Mr. Loonie, ägare av spritbutik